# Nicolae Munteanu (Skispringer)
Nicolae Munteanu (* 6. Dezember 1931) ist ein ehemaliger rumänischer Skispringer und Skisprungtrainer.

## Werdegang
Munteanu startete als einziger Skispringer des rumänischen Teams bei den Olympischen Winterspielen 1956 in Cortina d’Ampezzo. Von der Normalschanze erreichte er nach Sprüngen auf 66 und 70 Meter den 42. Platz.
Von 1961 bis 1962 war er Skisprungtrainer bei Dinamo Brașov.